# Giovanni de Cardona (ammiraglio)

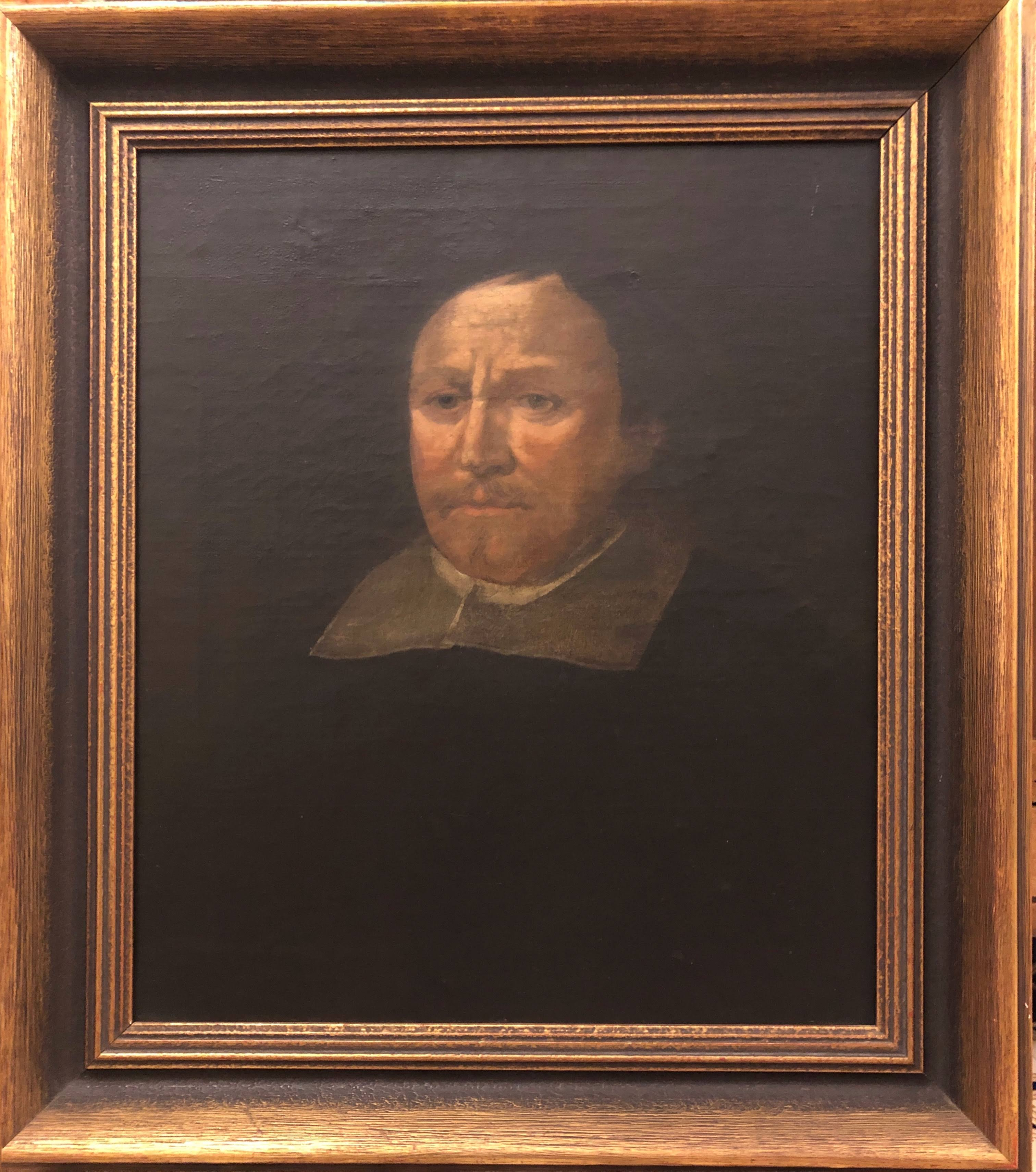
Giovanni de Cardona

Giovanni Cardona, catalano Joan de Cardona i Requesens (1530 circa – Pamplona, 1609), è stato un ammiraglio e militare spagnolo.

## Biografia
Di nobile famiglia catalana, era figlio di Antonio de Cardona, viceré di Sardegna. Ricevette un'educazione a corte e fin da giovane seguì la carriera militare al servizio di Carlo V. 
Già nel 1563 era al comando di tre galere del Regno di Sicilia.
Nel 1568 divenne capitano generale della flotta del Regno di Sicilia, operando attivamente in tutte le operazioni belliche del periodo e in particolare a quelle per la difesa di Malta dagli attacchi e dall'assedio degli ottomani.
Fu in rapporti di confidenza con Filippo II e spesso si rivolgeva direttamente al sovrano per le esigenze della flotta, scavalcando il viceré, e riuscì a aumentare la flotta siciliana da 6 fino a 16 galee, con le quali partecipò alla battaglia di Lepanto. Con la nave ammiraglia Capitana giunse in ritardo, a schieramento completato, ma affrontò la squadra di Occialì che tentava di aggirare l'ala destra: la lotta fu ferocissima e Cardona fu ferito a una gamba.
Continuò a collaborare con Don Giovanni d'Austria anche nei due anni seguenti partecipando all'effimera conquista di Tunisi.
Nel 1576 fu nominato capitano generale delle galere del Regno di Napoli con le quali partecipò alla guerra del Portogallo.
In seguitò fu viceré e capitano generale del regno di Navarra e componente del Consiglio di guerra di Filippo II.
Nel proseguo della sua vita in Spagna ebbe ruoli importanti, ma mai di vertice e raggiunta la vecchiaia fu tagliato fuori dai ruoli di comando.